# Алвар Гулстранд
 Алвар Гулстранд (на шведски: Allvar Gullstrand) е шведски офталмолог и оптик. Прилага методите на математическата физика към изследването на оптическите образи и рефракцията на светлината в човешкото око. За работата си е удостоен с Нобелова награда за физиология или медицина за 1911 година.

## Биография
Гулстранд е роден на 5 юни 1862 в Ландскруна. Баща му е главен градски военен лекар. През 1885 година Гулстранд завършва медицина в Университета в Упсала. През 1890 година защитава докторат по офталмология в Каролинския институт в Стокхолм, като обект на изследванията му е астигматизмът. От 1894 до 1927 е професор, първо по офталмология, а след това и по оптика в Университета в Упсала. Основава и ръководи от 1914 до 1929 година катедрата по физическа и физиологична оптика.
Научната и клиничната дейност на Гулстранд е изцяло в областта на офталмологията. Той е известен и с изследванията си върху астигматизма и подобряването на офталмоскопа и лещите за очила за ползване след операция на катаракта. Съвременната концепция за зрителните възприятия у човека се базират на изследванията му, с които развива и допълва теорията на германския физик Херман фон Хелмхолц, например по отношение способността на окото да фокусира на различни разстояния. Сред приносите на Гулстранд са изчисляването на основните оптични параметри на окото (радиуси и пречупващи сили на роговицата и очната леща), създаването на тази база на широко използвания и до днес схематичен модел на окото, и конструирането на специална лампа за микроскопски офталмологични изследвания.
През 1905 година е избран за член на Кралската шведска академия на науките, както и на Комитета за връчване на Нобеловата награда за физика. В това си качество, използва позицията си да осуети връчването на Нобеловата награда за физика на Алберт Айнщайн за неговата обща теория на относителността, която Гулстранд смятал за погрешна.
Гулстранд умира в Стокхолм на 28 юли 1930 и е погребан в Северното гробище.